# Объединённая Церковь Христа в Японии
Объединённая Церковь Христа в Японии (англ. United Church of Christ in Japan, UCCJ; яп. 日本基督教団) — протестантская конфессия в Японии, союз тридцати трех различных протестантских конфессий, объединенных японским военным правительством 24 июня 1941 года.  

## История

### Вторая мировая война

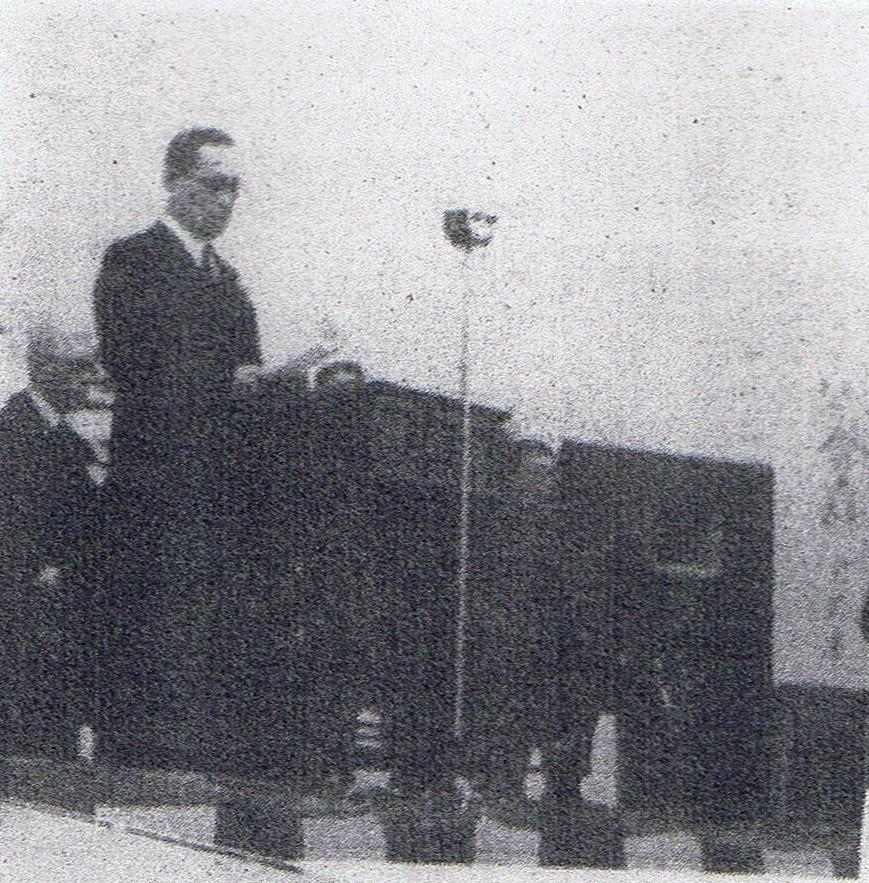
Томита Мицуру, первый президент церкви

Принятие Закона о религиозных организациях в Японии привело к объединению всех протестантских церквей страны. На массовом собрании христиан Японии 17 октября 1940 года была провозглашена декларация о единстве церквей. Объединённая Церковь Христа в Японии была создана на учредительном собрании, состоявшемся в церкви Фудзимитё, основанной Уэмурой Масахисой, 24—25 июня 1941 года.

### После 1945 года
В 1946 году, после провозглашения религиозной свободы оккупационными войсками союзников многие группы покинули Объединённую Церковь Христа в Японии, чтобы восстановить свою первоначальную конфессиональную идентичность. Наиболее значительными отходами стали Англиканская церковь в Японии, Японская лютеранская церковь, Японская баптистская конвенция, Японская церковь святости, Японские Ассамблеи Бога, Реформатская церковь в Японии (Реформатская церковь в Японии не существовала как самостоятельная конфессия в довоенное время), а также многочисленные более мелкие евангелические церкви.

### После 1970-х годов
Возникновение союза церквей во время войны и признаваемое участие церкви в войне вызвали критику в послевоенные годы. Исповедание веры церкви 1954 года определило идентичность послевоенной церкви, но признаётся спорным. Церковные уложения дополняются Исповеданием ответственности за действия во время Второй мировой войны от 1967 года как на документ, восстановивший целостность церкви и открыто осуждающий роль церкви в военное время.

## Миссионерство
Двадцать шесть миссионеров церкви в настоящее время служат в одиннадцати  странах, и это наследие началось, когда первый послевоенный миссионер был отправлен в Бразилию в 1957 году. 

## Отношение к ЛГБТ
Объединенная церковь Христа в Японии разрешает пасторам, открыто заявляющим о своей гомосексуальности и лесбиянстве, выступать в качестве служителей. 

## Семинарии и теологические колледжи
Во владении церкви находятся следующие учебные заведения:
- Токийская унионная теологическая семинария;
- Университет Дошиша;
- Университет Квансей Гакуин;
- Университет Тохоку Гакуин;
- Университет Сэйнан Гакуин;
- Колледж Сэйва;
- Токийская библейская семинария;
- Японская библейская теологическая семинария;
- Семинария по правам человека сельской миссии (яп. 農村伝道神学校).

## Известные прихожане
- Рюичи Дои — политик, пастор;
- Кэндзи Гото — журналист, обезглавленный Исламским государством Ирака и Леванта 31 января 2015 г.;
- Сигэру Исиба — 65-й премьер-министр Японии;
- Казо Китамори — теолог, пастор, писатель, учёный;
- Хидэё Ногучи — выдающийся бактериолог;
- Масао Такенака — теолог, профессор, публицист;
- Манабу Вайда — историк, теолог, учёный, пастор, писатель.

## Статистика
Церковь является независимой японской церковью и членом Всемирного совета церквей, насчитывает около 200 000 членов и 1 725 общин, в которых служат 2 189 пасторов.